# L'Étoile de Kléber
L'Étoile de Kléber, ou L'Étoile-Kléber, est une ancienne maison close située au numéro 4 de la rue de Villejust, aujourd'hui rue Paul-Valéry, dans le 16e arrondissement de Paris, en France.